# Крутчинско-Байгорская волость
Крутчинско-Байгорская волость — административно-территориальная единица Усманского уезда Тамбовской губернии с центром в селе Крутчинская Байгора.

## География
Волость расположена в западной части Усманского уезда. Волостной центр находился в 17 верстах от г. Усмани.

## История
Волость образована после реформы 1861 года.
Волостное управление на основании Общего положения о крестьянах 1861 года составляли:
1. Волостной сход;
2. Волостной старшина с волостным правлением;
3. Волостной крестьянский суд.

Волостные правления были ликвидированы постановлением Совнаркома РСФСР от 30 декабря 1917 года «Об органах местного самоуправления». Управление волости передавалось волостным съездам советов и волисполкомам.
Постановлением ВЦИК РСФСР от 4 января 1923 г. передана в состав Воронежской губернии.

## Состав волости
По состоянию на 1914 год состояла из следующих населенных пунктов:
| №  | Название населённого пункта | Тип населенного пункта | Население |
| -- | --------------------------- | ---------------------- | --------- |
| 1. | Крутчинская Байгора         | село, центр волости    | 4256      |
| 2. | Нижняя Байгора              | село                   | 3903      |
| 3  | Верхняя Байгора             | село                   | 3903      |
| 4  | Ивановка                    | деревня                | 69        |
| 5  | Пашково-1-е                 | село                   | 585       |
| 6  | Пашково 2-е                 | село                   | 126       |
| 7  | Троицкое 1-е                | сельцо                 | 116       |
| 8  | Троицкое 2-е                | сельцо                 | 138       |
| 9  | Троицкое 3-е — Акимово      | сельцо                 | 56        |
| 10 | Троицкое 3-е — Ярцева       | сельцо                 | 41        |

## Религия
Троицкая церковь в Крутченской Байгоре. Церковь каменная, построена в 1850 году на средства прихожан. Три престола: во имя Святой Троицы, в честь Казанской иконы Божией Матери и в память преподобного Серафима, Саровского чудотворца.
Троицкая церковь в Пашково. Церковь каменная, построена в 1824 году на средства прихожан.
Троицкая церковь в Верхняя Байгора. Церковь деревянная, построена в 1849 году на средства прихожан.
Троицкая церковь в Нижняя Байгора. Церковь деревянная, построена в 1859 году на средства прихожан.

## Население
1890—4452 человек.
Основная масса населения — крестьяне бывшие помещичьи.